# NGC 959
NGC 959 (другие обозначения — UGC 2002, MCG 6-6-51, ZWG 523.55, KUG 0229+352, IRAS02293+3516, PGC 9665) — спиральная галактика (Sd) в созвездии Треугольник. Открыта Эдуардом Стефаном в 1876 году. Описание Дрейера: «очень тусклый, довольно крупный, возможно, туманный объект, к юго-западу видна звезда 9-й величины».
При наблюдении галактики фотометрическим методом удалось рассмотреть сквозь пылевой диск структуру галактики и обнаружить скрытый бар.
Обзор неба телескопом Чандра выявил в галактике источник рентгеновского излучения. Вероятно, источником излучения может быть чёрная дыра и галактика обладает активным ядром.
Этот объект входит в число перечисленных в оригинальной редакции «Нового общего каталога».
Объект входит в большую группу галактик NGC 1023 местного скопления галактик.
Галактика NGC 959 входит в состав группы галактик NGC 1023. Помимо NGC 959 в группу также входят ещё 22 галактики.